# Torta pazientina
La torta pazientina è una torta tipica di Padova probabilmente risalente al 1600, considerata il dolce della città. È un dolce tipico che viene consumato durante le feste o per una ricorrenza particolare.

## Storia
L'origine di tale torta è fatta risalire al 1600. Non è certa l'origine del nome. Una prima ipotesi è che il termine pazientina sia in assonanza con la pazienza che è necessaria avere per fare il dolce. Secondo un'altra ipotesi il termine deriva dal fatto che il dolce sia originario di un convento: luogo in cui venivano prodotti anche altri dolci chiamati "pazienze".

## Descrizione
Il dolce si presenta come una torta a strati, con crema di zabaione tra strati di pasta soffice, molto simile al pan di Spagna, detta polentina di Cittadella. Nella parte superiore della torta vi sono le granelle di mandorle e scaglie di cioccolata.

## La consumazione
Il dolce non deve essere consumato appena terminata la sua preparazione, bensì è bene che siano trascorsi uno o due giorni. Ciò per fare in modo che tutti gli ingredienti che compongono la pietanza si mescolino adeguatamente e che la pasta si ammorbidisca grazie alla presenza delle creme.